# Luizi-Călugăra
Luizi-Călugăra è un comune della Romania di 5 319 abitanti, ubicato nel distretto di Bacău, nella regione storica della Moldavia.
Storicamente è stato un villaggio di lingua ungherese. Negli anni '50 del XX secolo l'ungherese era ancora insegnato nella locale scuole. Da qui partirono dopo la prima guerra mondiale alcune famiglie per fondare il villaggio di Oituz (comune di Lumina), posto a nord di Costanza (l‘antica Tomi, dove fu esiliato Ovidio), a metà strada tra Mihail Kogălniceanu e Ovidiu, a pochi chilometri dalla punta meridionale della laguna del Delta del Danubio. 
Il comune è formato dall'unione di 2 villaggi: Luizi-Călugăra e Osebiți.